# Entraigues-sur-la-Sorgue
Entraigues-sur-la-Sorgue település Franciaországban, Vaucluse megyében. Lakosainak száma 8888 fő (2022. január 1.). Entraigues-sur-la-Sorgue Althen-des-Paluds, Bédarrides, Pernes-les-Fontaines, Saint-Saturnin-lès-Avignon, Sorgues és Vedène községekkel határos.

## Népesség
A település népességének változása:
| Lakosok száma | 8134 | 8399 | 8522 | 8472 | 8534 | 8595 | 8605 | 8793 | 8888 |
|               | 2013 | 2015 | 2016 | 2017 | 2018 | 2019 | 2020 | 2021 | 2022 |